# Jeff Whitley
Jeff Whitley (Ndola, 28 gennaio 1979) è un ex calciatore zambiano naturalizzato nordirlandese, di ruolo centrocampista difensivo.
È fratello di Jim Whitley che è stato anch'egli un calciatore della nazionale nordirlandese.

## Carriera
Ha passato la maggior parte della carriera sui campi da calcio della Championship, la seconda lega inglese. Nonostante abbia vinto 2 campionati di seconda divisione inglese (2002 e 2005) con due squadre diverse, ha giocato solo una stagione in Premier League, nel campionato 2000-2001. Trascorre il resto dei suoi quasi tredici anni di carriera tra la terza e l'ottava categoria inglese.
È convocato 20 volte dalla Nazionale nordirlandese tra il 1997 e il 2005, nonostante sia nato in una città dello Zambia. L'11 febbraio 1997 esordisce con l'Irlanda del Nord contro il Belgio (3-0). Tra il 2001 e il 2003 resta fuori dal giro della Nazionale per più di due anni e mezzo, prima di ritornare in campo internazionale nell'ottobre 2003.

## Palmarès

### Club

#### Competizioni nazionali
- Football League Championship: 2

Manchester City: 2001-2002
Sunderland: 2004-2005